# カルシトリオール
カルシトリオール（Calcitriol）は、1,25-ジヒドロキシコレカルシフェロール（1,25-dihydroxycholecalciferol）または1,25-ジヒドロキシビタミンD3（1,25-dihydroxyvitamin D3）とも呼ばれており、3つのアルコール基を持つホルモン活性を有する形の（1,25-(OH)2D3 または単に1,25(OH)2Dとも略称されている）ビタミンDである。
この物質は次の方法により血中のカルシウム（Ca2+）濃度を高める。
(1)　腸からカルシウムの吸収を高め血中濃度を高める。
(2)　腎臓の働きによりカルシウムの血中から尿への移動を抑制する。
(3)　骨から血中へカルシウムの放出を高める。

## 名称
カルシトリオールは、通常は1,25-ジヒドロキシコレカルシフェロールを意味するが、場合によっては24,25-ジヒドロキシコレカルシフェロールも含める場合もある。
この化合物はヒドロキシ基が3つあるのに「ジヒドロキシ」という名称なのは、コレカルシフェロールにはすでにヒドロキシ基が1つ含まれているからである。
カルシトリオールは、Rocaltrol (Roche)、Calcijex (Abbott) 及びDecostriol (Mibe, Jesalis) のように様々な名前で販売されている。

## 機能
カルシトリオールは、消化管から食物からのカルシウム吸収を促進し、カルシウムの腎臓尿細管再吸収を促進して尿からのカルシウムの損失を防いで血中のカルシウム（[Ca2+]）濃度を増加させる。カルシトリオールは、破骨細胞と呼ばれる特殊な骨細胞に働きかけ骨からのカルシウムの放出を促進する。
カルシトリオールは、副甲状腺ホルモン（PTH）と協力してこの３つの作用を行う。例えば副甲状腺ホルモンは、破骨細胞を刺激する。しかしながら、副甲状腺ホルモンの大きな効果はCa2+の対イオンである無機リン酸を腎臓からの排出を促進することである。この排出により血中リン酸塩濃度が減少し、骨からCa5(PO4)3OHを溶出させて血中カルシウム濃度が高まるものである。副甲状腺ホルモンもまたカルシトリオールの産生を促進する（以下を参照のこと）。
カルシトリオールの多くの効果は、ビタミンD受容体（VDR）とも呼ばれるカルシトリオール受容体との相互作用により媒介される。例えば、腸の上皮細胞に存在するカルシトリオールと結び付いていない不活性のカルシトリオール受容体は、細胞質内に存在している。カルシトリオールが受容体と結び付いたとき、配位した受容体の結合体は細胞核へ移動し、カルシウム結合タンパク質を記述した遺伝子の発現の転写調節因子を活性化する。タンパク質と結び付いたカルシウムの濃度の上昇は、腸から腸粘膜を経て血中へより多くのカルシウム（Ca2+）を活発に輸送できるような細胞の活動が活性化される。
腸上皮細胞によるCa2+イオンの輸送の際に電気的中性の維持が求められるが、多くの場合は無機リン酸塩の対イオンを伴うことによって電気的中性が保たれる。それゆえ、カルシトリオールは、腸からのリン酸の吸収も促進する。
カルシトリオールが骨からのカルシウムの放出を促進することは、十分な血中カルシウム濃度が骨からのカルシウムの損失を防ぐであろうことと矛盾しているように見える。ホルモンによる破骨細胞の活性化によるカルシウムの損失よりも、カルシトリオールが促進した腸からの摂取による血中カルシウムの増加がより多くのカルシウムを骨に蓄積していると考えられている。食事性のカルシウム欠乏症や腸の吸収不良などの特殊な場合に限り、その結果としてカルシウム血中濃度が低下し、骨からのカルシウム損失が起こるものである。
カルシトリオールは、骨からカルシウムの放出を抑制することにより血中カルシウム濃度を減少させるホルモンであるカルシトニンの放出も抑制している（カルシトニンのカルシウムを腎臓から排出する効果が議論されている。）。

## 生合成と調整
カルシトリオールは、腎臓のネフロンの尿細管の細胞で25-ヒドロキシビタミンD3・1-α-ヒドロキシラーゼとミトコンドリアの酸化酵素と25-ヒドロキシコレカルシフェロール（カルシフェジオール）のヒドロキシ化を触媒する酵素で合成される。この酵素の活性は、副甲状腺ホルモンにより活性化される。この反応は、Ca2+ホメオスタシスの重要な調整機能である。
カルシトリオールの生成は、大量のカルシウムを必要とする身体機能である催乳（乳の生成）を刺激するホルモンであるプロラクチンによっても促進される。カルシトリオールの生成は、高濃度の血中リン酸によって抑制され、骨の中の破骨細胞によるホルモンであるFGF-23の生成増加によっても抑制される。
皮膚で産生されたものであれ経口摂取されたものであれ、ビタミンD3（コレカルシフェロール）は、肝臓でC25の位置でヒドロキシ化の代謝を受け 25-ヒドロキシコレカルシフェロール（別名25(OH)D3 、カルシジオール）へと変化し肝細胞に貯えられ、必要なときにα-グロブリンと結合しリンパ液中に放出される。なお、Cの番号はステロイドやコレステロールの構造と炭素の番号に由来する。
カルシジオールは、腎臓の尿細管に移送され、2つの種類のビタミンDの型に変化する。一つは活性型ビタミンD（1,25-ジヒドロキシビタミンD3、カルシトリオール）となる。ヒドロキシ化されたC1は下側リング右側に位置する。
ホルモン作用を有する活性型ビタミンD（カルシトリオール）は、副甲状腺ホルモンに加えて低カルシウム、低リン酸状態により活性化したカルシジオール-1-モノオキシゲナーゼ（1α-ヒドロキシ酵素）によって生成される。

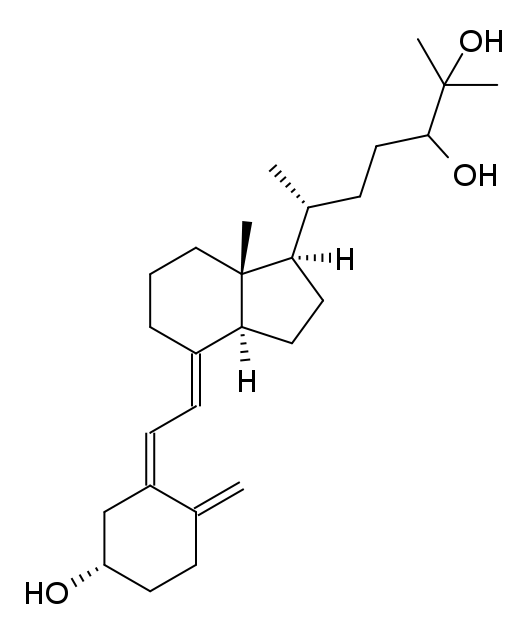
24,25-ジヒドロキシコレカルシフェロール

カルシトロン酸

1α-ヒドロキシ酵素が不活性な場合には、別の酵素がカルシジオールのC-24をヒドロキシ化して、もう一つの非活性型ビタミンD（24,25-ジヒドロキシビタミンD3）を生成する。この反応によりカルシジオールは生化学的な作用から不活性化される。
また、不要となったカルシトリオールは、カルシトリオール24-ヒドロキシラーゼの触媒作用によってカルシトロン酸が生成される。この物質は、水に溶け、尿中に排泄される。

## 代謝
カルシトリオールは、24-ヒドロキシラーゼの作用によりカルシトロン酸に代謝される。カルシトロン酸は尿中に排泄される。

## 医学的利用
カルシトリオールは、次のような場合に処方される。
- 副甲状腺機能低下症による低カルシウム血症、骨軟化症（大人）、くる病（乳児、子供）、腎性骨ジストロフィ、慢性腎臓透析の治療
- 骨粗鬆症の治療
- 副腎皮質ステロイドによる骨粗鬆症の予防

カルシトリオールは、乾癬の治療に時々使用されていたが、治療に効果的であるという明確な証拠はない。ビタミンDに類似しているCalcipotriolは、乾癬の治療によく使用されている。カルシトリオールの非石灰質の作用やビタミンD受容体配位類似物質や治療上の適用の可能性は現在も研究されているところである。

## 副作用
カルシトリオールによる治療に関連した主な副作用は、初期症状時使用による高カルシウム血症、悪心、吐き気、便秘、食欲減退、無気力、頭痛、喉の渇き、多汗、多尿などである。その他のビタミンD化合物（コレカルシフェロール、エルゴカルシフェロール）の医学的利用と比較して、カルシトリオールは高カルシウム血症のリスクが高い。しかしながら、そのような副作用は、相対的に短い半減期を有しているため短期間で容易に治療を行えることが通常である。